# Monastero di Pantokratoros
Il monastero di Pantokratoros (in greco Μονή Παντοκράτορος?) è uno dei venti monasteri ortodossi della repubblica del Monte Athos, in Grecia. Retto da una regola idorritmica fino al 1990, attualmente cenobitico vi vivono una sessantina di monaci.
Situato al centro della penisola, occupa il settimo rango nella gerarchia dei monasteri della Santa Montagna.
È dedicato alla Trasfigurazione di Gesù, festeggiata il 6 agosto.
Nel 1990, contava 66 monaci.

## Storia
Il monastero venne fondato nel 1363, da due fratelli, Alessandro e Giovanni con l'aiuto dell'imperatore Giovanni V Paleologo. I due fratelli prima di dedicarsi a vita monastica furono comandanti militari al servizio di Bisanzio. Venne chiamato Pandokratoros in ricordo del mausoleo e monastero fatto costruire a Costantinopoli da Giovanni II Comneno che portava lo stesso nome.

## Patrimonio artistico
Il monastero è di piccole dimensioni come il katholikòn. Gli affreschi della chiesa sono del XIX secolo. La biblioteca possiede 234 manoscritti e ca. 3400 libri. Tra i manoscritti si annovera il testo greco in scrittura onciale Codex 051.